# Bojišta (ort)
Bojišta är en ort i Bosnien och Hercegovina.   Den ligger i entiteten Republika Srpska, i den södra delen av landet, 70 km söder om huvudstaden Sarajevo. Bojišta ligger 889 meter över havet och antalet invånare är 716.
Terrängen runt Bojišta är huvudsakligen kuperad, men åt sydost är den platt.Närmaste större samhälle är Nevesinje, 1,9 km söder om Bojišta. 
Omgivningarna runt Bojišta är en mosaik av jordbruksmark och naturlig växtlighet. Runt Bojišta är det ganska tätbefolkat, med 67 invånare per kvadratkilometer.